# Anilios splendidus
Anilios splendidus är en ormart som beskrevs av Aplin 1998. Anilios splendidus ingår i släktet Anilios och familjen maskormar. Inga underarter finns listade i Catalogue of Life.
Denna orm förekommer på halvön North West Cape i nordvästra Australien. Den vistas i buskskogar som kännetecknas av växter av akaciasläktet och som Melaleuca cardiophylla, Hibbertia spicta och Triodia. Ormen äter myror. Honor lägger ägg.
För beståndet är inga hot kända. Anilios splendidus är sällsynt. IUCN listar arten med kunskapsbrist (DD).